# Hungry Eyes (film 1918)
Hungry Eyes è un film muto del 1918 diretto e interpretato da Rupert Julian. Prodotto e distribuito dalla Bluebird Photoplays, aveva come altri interpreti Monroe Salisbury, Ruth Clifford, W.H. Bainbridge, Henry A. Barrow, Arthur Tavares, Gretchen Lederer, Rita Pickering.
Si basa sul romanzo His Wife in Arizona di Elliott J. Clawson che non fu mai pubblicato e che fu scritto, probabilmente, per il cinema.

## Trama
Al ranch di Dudley Appleton arriva un giorno Dale Revenal. L'uomo, un ex detenuto, si presenta a Dudley con una lettera di presentazione di John Silver, un vecchio amico del proprietario del ranch. Facendo affidamento sulle parole dell'amico, Appleton assume Dale che, ben presto, si dimostra un elemento prezioso, conquistando sia il rispetto degli altri lavoranti che l'amore di Mary Jane, la figlia di Appleton. Dale, però, non si ritiene degno della ragazza e trova una scusa per allontanarla da sé senza ferirla: le racconta che ha lasciato moglie e figlio in Arizona e che un giorno dovrà riunirsi a loro. Mary Jane, a malincuore, accetta la corte di Jack Nelda, un allevatore locale, con il quale poi si sposa. Il marito si rende subito conto che lei è ancora innamorata di Dale. Progetta allora di uccidere il rivale, complottando con Bessie Dupont e suo fratello Pinto. Bessie, però, avverte Dale. Al saloon, Dale affronta Nelda, ma viene ferito alla spalla da una revolverata di Pinto. In suo aiuto arriva John Silver, e Nelda finisce ucciso. Silver rivela che la supposta moglie di Dale in Arizona non è altri in realtà che sua sorella. Dale, adesso, si arrende finalmente all'amore di Mary Jane.

## Produzione
Il film, con il titolo di lavorazione His Wife from Arizona, fu prodotto dall'Universal Film Manufacturing Company (come Bluebird Photoplays).

## Distribuzione
Il copyright del film, richiesto dalla Bluebird Photoplays, Inc., fu registrato il 16 febbraio 1918 con il numero LP12080.
Distribuito dall'Universal Film Manufacturing Company (Bluebird Photoplays), il film uscì nelle sale cinematografiche statunitensi l'11 marzo 1918.
Non si conoscono copie ancora esistenti della pellicola che viene considerata presumibilmente perduta.